# پورتو یواسو
پورتو یواسو (به اسپانیایی: Puerto Iguazú) شهری در کشور آرژانتین، ایالت میسیونز است که در سال ۲۰۰۹ میلادی، حدود ۳۱٬۵۱۵ نفر جمعیت داشته است.